# Paul Philipp
Pour les articles homonymes, voir Philipp.
Paul Philipp (né le 21 octobre 1950) est un joueur de football luxembourgeois et un ancien sélectionneur de l'Équipe du Luxembourg de football
Il est actuellement le président de la Fédération luxembourgeoise de football.

## Carrière de joueur
Comme joueur, Philipp commença sa carrière dans le club du FC Avenir Beggen avant d'évoluer en Belgique où il joua pour trois clubs durant 13 saisons. Il finit sa carrière en retournant dans le club de ses débuts du FC Avenir Beggen.

## En équipe nationale
Il fit ses débuts en sélection en 1968 et fut sélectionné à 54 reprises, inscrivant 4 buts. Il joua dans 17 matches qualificatifs pour la coupe du monde de football.

## Carrière de sélectionneur
Philipp fut le sélectionneur de l'équipe du Luxembourg de football entre 1985 et 2001. Durant cette période, il gagna trois matches, tous durant la campagne qualificative de l'Euro 1996.

## Palmarès
- Vainqueur de la Coupe de la Ligue Pro en 1975 avec le Standard de Liège.